# Стандардизација
Стандардизација је уједначавање операција чији завршни производ треба да задовољи одређене квалитете, односно норме. Прописивањем утврђеног стандарда обезбеђује се могућност компарације по било ком основу, односно објективност. Норма омогућава рангирање сваког појединца, а тиме и објективност процене у односу на референтну групу. Процес припреме, доношења, усвајања и практичне примене ових прописа назива се стандардизација, а сами прописи називају се стандарди.
Стандардизација је процес имплементације и развоја техничких стандарда заснованих на консензусу различитих страна које укључују фирме, кориснике, интересне групе, организације за стандардизацију и владе. Стандардизација може помоћи да се максимизира компатибилност, интероперабилност, безбедност, поновљивост или квалитет. Такође може олакшати нормализацију претходно прилагођених процеса. У друштвеним наукама, укључујући и економију, идеја стандардизације је блиска решењу проблема координације, ситуације у којој све стране могу да остваре заједничку корист, али само доношењем међусобно доследних одлука. Стандардизација је стварање емоционалне равнотеже, конвенционалних детаља, универзалне познатости и природне дефиниције концепта заснованог на физичкој или емоционалној удобности и прихватању променом друштвеног понашања и развоја.

## Историја

### Рани примери
Стандардне тежине и мере развила је цивилизација долине Инда. Централизовани систем тегова и мерења служио је комерцијалном интересу трговаца из Индије, јер су мање мере коришћене за мерење луксузне робе, док су веће тежине коришћене за куповину крупнијих предмета, као што су житарице за храну итд. Тегови су постојали у умношцима стандардне тежине и у категоријама. Техничка стандардизација је омогућила ефикасну употребу мерних уређаја за мерење углова и мерење у грађевинарству. Једнообразне јединице дужине коришћене су у планирању градова као што су Лотал, Суркотада, Калибанган, Долавира, Харапа и Мохењо-даро. Тегови и мере цивилизације Инда такође су досегле до Персије и Централне Азије, где су даље модификоване. Шигео Ивата описује ескавиране тегове из цивилизације Инда:
Укупно 558 тегова је ископано из Мохенџодара, Харапа и Чанху-дара, не укључујући неисправне тегове. Нису пронађене статистички значајне разлике између тегова који су ископани из пет различитих слојева, од којих је сваки мерио око 1,5 м дубине. Ово је био доказ да је јака контрола постојала најмање 500 година. Сматра се да је тежина од 13,7 g била једна од јединица које су кориштене у долини Инда. Запис је заснован на бинарном и децималном систему. 83% тегова који су ископани из горња три града били су кубни, а 68% је било направљено од рожнаца.

### Покушаји из 18. века
Имплементација стандарда у индустрији и трговини је постала веома важна са почетком Индустријске револуције и потребом за високо прецизним машинским алаткама и заменљивим деловима.
Хенри Модслеј је 1800. године развио први индустријски практичан струг за резање шрафова. Ово је омогућило стандардизацију величина навоја по први пут и утрло пут за практичну примену заменљивости (идеја која је већ била присутна) на навртке и вијке.
Пре тога, навоји шрафова су се обично израђивали чиповањем и турпијањем (односно вештом, слободноручном употребом длета и турпија). Шрафови су били ретки; метални завртњи, када су уопште направљени, обично су били за употребу у дрвету. Метални вијци који пролазе кроз дрвени оквир до металног причвршћивања на другој страни обично су причвршћени на начине без навоја (као што је завртање или набијање на подлошку). Модслеј је стандардизовао навоје шрафова који се користе у његовој радионици и произвео сетове алата који би правили навртке и вијке доследно тим стандардима, тако да би сваки вијак одговарајуће величине одговарао било којој наврци исте величине. Ово је био велики напредак у радионичкој технологији.

### Национални стандард
Модслејев рад, као и доприноси других инжењера, постигли су скромну количину индустријске стандардизације; интерни стандарди неких компанија су се мало проширили унутар њихових индустрија.
Мерења навоја Џозефа Витворта су усвојена као први (незванични) национални стандард од стране компанија широм Британије 1841. Постао је познат као британски стандард Витворт, и био је широко прихваћен у другим земљама.

### Национално тело за стандарде
До краја 19. века, разлике у стандардима између компанија, чиниле су трговину све тежом и затегнутијом. На пример, трговац гвожђем и челиком је забележио своје незадовољство у Тајмсу: „Архитекте и инжењери генерално одређују тако непотребно различите врсте материјала или задатог посла да било шта попут економичне и континуиране производње постаје немогуће. У овој земљи не постоје два професионална човека која се слажу у погледу величине и тежине носача који се користи за дати посао."
Комитет за инжењерске стандарде основан је у Лондону 1901. године као прво национално тело за стандарде на свету. Касније је проширио своје стандардизационо деловање и постао Британско удружење за инжењерске стандарде 1918. године, усвајајући назив Британска институција за стандарде 1931. након што је добио своју Краљевску повељу 1929. Национални стандарди су усвојени универзално широм земље и омогућили су тржиштима да делују рационалније и ефикасно, уз повећан ниво сарадње.
После Првог светског рата, слична национална тела основана су и у другим земљама. Немачки институт за стандардизацију је основан у Немачкој 1917. године, а затим су уследили Амерички национални институт за стандарде и француска Комисија за сталну стандардизацију, оба 1918. године.

### Организација регионалних стандарда
На регионалном нивоу (нпр. Европа, Америка, Африка, итд.) или на субрегионалном нивоу (нпр. Меркосур, Андска заједница, Југоисточна Азија, Југоисточна Африка, итд), постоји неколико регионалних организација за стандардизацију (погледајте такође Организација за стандарде).
Три регионалне организације за стандардизацију у Европи – или Европске организације за стандардизацију (ЕСО) које су признате Уредбом ЕУ о стандардизацији [Уредба (ЕУ) 1025/2012] су ,  и . CEN развија стандарде за бројне врсте производа, материјала, услуга и процеса. Неки сектори које покрива CEN укључују транспортну опрему и услуге, хемикалије, грађевинарство, потрошачке производе, одбрану и безбедност, енергију, храну и храну за животиње, здравље и безбедност, здравствену заштиту, дигитални сектор, машинерију или услуге.. Европски комитет за електротехничку стандардизацију (CENELEC) је европска организација за стандардизацију која развија стандарде у електротехничкој области и одговара Међународној електротехничкој комисији (IEC) у Европи.

### Међународни стандарди
Прва модерна међународна организација (међувладина организација) Међународна телеграфска унија (сада Међународна телекомуникациона унија) створена је 1865. године да би поставила међународне стандарде у циљу повезивања националних телеграфских мрежа, као спајање две претходне организације (Берн и Париски уговори) који су имали сличне циљеве, али на ограниченијим територијама. Са појавом радиокомуникација убрзо након стварања, рад ITU-а се брзо проширио од стандардизације телеграфских комуникација до развоја стандарда за телекомуникације уопште.